# Chris Steinfeld
Chris Steinfeld, född den 14 december 1959 i Denver, är en amerikansk seglare.
Han tog OS-silver i 470 i samband med de olympiska seglingstävlingarna 1984 i Los Angeles.